# Шеффилд Юнайтед
«Ше́ффилд Юна́йтед» (полное название — Футбольный клуб «Шеффилд Юнайтед», англ. Sheffield United Football Club, английское произношение: ['ʃefiːld ju:ˈnaɪtɪd 'futbɔ:l klʌb]) — английский профессиональный футбольный клуб из города Шеффилд в графстве Саут-Йоркшир, Йоркшир и Хамбер. Основан 22 марта 1889 года. Домашним стадионом команды с момента основания клуба является «Брэмолл Лейн», вмещающий более 32 тысяч зрителей.
Выступает в Чемпионшипе, втором по значимости дивизионе в системе футбольных лиг Англии.
Клуб становился чемпионом Англии в сезоне 1897/98, а также четыре раза побеждал в Кубке Англии (в 1899, 1902, 1915 и 1925 году).
Традиционным соперником команды является другой клуб из Шеффилда, «Шеффилд Уэнсдей», против которого разыгрывается дерби Стального города.
Главным тренером клуба с ноября 2021 года является Пол Хекингботтом. Капитан команды — Джон Иган.

## История

### XIX век
Футбольный клуб «Шеффилд Юнайтед» основан членами крикетного клуба «Шеффилд Юнайтед» 22 марта 1889 года, на собрании членов клуба в отеле «Адельфи». Команда провела свой первый матч в августе того же года. В сезоне 1889/90 клуб проводил товарищеские встречи на стадионе «Брэмолл Лейн» (автором первого гола «Шеффилд Юнайтед», забитого на этом стадионе, стал Билли Мосфорт, ранее игравший за «Уэнсдей») и принимал участие в турнире на Кубок Англии, где потерпел самое сокрушительное поражение за всю свою историю: встреча с клубом «Болтон Уондерерс» завершилась со счётом 0:13. В 1890 году «Шеффилд Юнайтед» вошёл в состав Лиги центральных графств и завершил сезон на 5-м месте. В 1891 году клуб вступил в Северную лигу, а в 1892 году — был избран в состав недавно созданного Второго дивизиона Футбольной лиги.
В сезоне 1892/93 команда финишировала на второй строке турнирной таблицы и перешла в Первый дивизион. Дебют «Шеффилд Юнайтед» в элите английского футбола был вполне успешным: команда заняла 10-е место. В следующем сезоне клуб поднялся на шестую строчку турнирной таблицы. В это время в составе «Шеффилд Юнайтед» на поле выходили голкиперы Артур Уортон (первый в мире чернокожий профессиональный футболист) и Уильям Фулк, получивший известность благодаря своему весу (свыше 140 кг) и крутому нраву. В сезоне 1896/97 «Шеффилд Юнайтед» занял второе место в чемпионате. Во время одного из матчей этого сезона Уильям Фулк решил развлечься, повисев на перекладине собственных ворот. Не выдержав нагрузки, перекладина переломилась, и матч был остановлен.
Сезон 1897/98 увенчался завоеванием чемпионского титула. Кроме того, «Шеффилд Юнайтед» завоевал неофициальный титул «чемпиона Великобритании», одержав победу над «Селтиком», чемпионом Шотландской лиги. В 1899 году «Шеффилд Юнайтед» впервые стал победителем Кубка Англии, в финальном матче обыграв клуб «Дерби Каунти» на стадионе «Кристал Пэлас» со счётом 4:1.

### XX век
В 1900/01 «Шеффилд Юнайтед» вновь вошёл в число финалистов Кубка Англии, но на этот раз потерпел поражение от «Тоттенхэм Хотспур» в финальной встрече, собравшей на «Кристал Пэлас» 110 000 зрителей. «Шеффилд Юнайтед» вновь стал обладателем Кубка Англии в следующем сезоне, когда финальная встреча с клубом «Саутгемптон» завершилась победой со счётом 2:1. Судейство в предыдущем матче с «Саутгемптоном» вызвало крайнее возмущение Уильяма Фулка: он полагал, что рефери Фред Киркхэм не имел права засчитать гол, забитый соперниками. Страсти достигли высшего накала, обнажённый Фулк выбежал из раздевалки и набросился на Киркхэма, однако тот успел спрятаться в шкаф для уборочного инвентаря. Стремясь добраться до своего обидчика, Фулк попытался сорвать дверь шкафа с петель, но был остановлен организаторами турнира.
В 1902/03 «Шеффилд Юнайтед» был одним из претендентов на чемпионский титул, но неудачное завершение сезона отбросило клуб на четвёртую строку турнирной таблицы. В этот период в составе клуба выступали Герберт Чэпмен и Артур Браун, впоследствии выступавшие в составе сборной Англии. В начале следующего сезона «Шеффилд Юнайтед» вновь включился в борьбу за чемпионский титул, начав своё выступление с серии из восьми побед, но к концу сезона результаты ухудшились, и команда заняла только седьмое место. Буквально с первых лет существования клуба развернулось соперничество между «Шеффилд Юнайтед» и «Шеффилд Уэнсдей», получившее название дерби Стального города. В сезоне 1904/05 «Шеффилд Юнайтед» трижды обыграл своего соперника по городу. В довоенные годы клуб находился в Первом дивизионе: этот период был ознаменован очередной победой в Кубке Англии (1915 год): в финальной встрече, состоявшейся на стадионе «Олд Траффорд», «Шеффилд Юнайтед» одержал победу над «Челси» со счётом 3:0. Этот финал вошёл в историю под названием «финал цвета хаки»: среди зрителей преобладали военнослужащие. С началом Первой мировой войны официальные футбольные турниры национального уровня в Англии были приостановлены; в военный период клуб принимал участие в региональных турнирах.
Самым ярким достижением послевоенных лет стала четвёртая победа в Кубке Англии (1925 год): финальная встреча с клубом «Кардифф Сити» собрала на стадионе «Уэмбли» около 92 000 зрителей. В это время в составе «Шеффилд Юнайтед» на поле выходил легендарный Уильям Гиллеспи. В сезоне 1929/30 возникла серьёзная угроза вылета во Второй дивизион, но «Шеффилд Юнайтед» сумел отстоять своё место в элите английского футбола, одержав впечатляющую победу над «Манчестер Юнайтед» в последний день сезона: матч завершился со счётом 5:1. Лучшим бомбардиром того сезона стал ирландец Джимми Данн, на счету которого было 36 мячей, забитых в матчах Футбольной лиги. В следующем сезоне он установил новый рекорд, забив 41 гол. В сезоне 1933/34 команда впервые за всю свою историю выбыла во Второй дивизион. Вернуться в элиту английского футбола клубу удалось пять лет спустя: в сезоне 1938/39 команда заняла вторую строчку в турнирной таблице Второго дивизиона, гарантирующую выход в Первый дивизион.
В начале Второй мировой войны Футбольная лига вновь приостановила работу. В военные годы «Шеффилд Юнайтед» принимал участие в матчах Северной лиги. Вернувшись в первый дивизион в сезоне 1946/47, команда завершила сезон на седьмом месте, но уже в следующем году в результатах наметился спад, и сезон 1948/49 закончился выбыванием во Второй дивизион. В следующем сезоне «Шеффилд Юнайтед» был одним из претендентов на место в Первом дивизионе, но удача оказалась на стороне принципиального соперника — «Шеффилд Уэнсдей». Выдающимся игроком этого десятилетия стал нападающий Джимми Хаган, выступавший в составе сборной Англии в 1948 году. В 1951 году, столкнувшись с угрозой вылета из Первого дивизиона, «Шеффилд Уэнсдей» предложил за Хагана астрономическую по тем временам сумму в размере 32 500 фунтов стерлингов, но Хаган ответил отказом, а «Шеффилд Уэнсдей» оказался во Втором дивизионе.
В 1952 году на должность главного тренера команды назначен Рег Фриман. Это назначение оказалось очень удачным шагом: в первом же сезоне под руководством Фримана «Шеффилд Юнайтед» завоевал титул чемпиона Второго дивизиона. В следующем сезоне команда с огромным трудом отстояла своё место в Первом дивизионе. Сезон 1954/55 завершился более удачно, однако он был омрачён болезнью и скоропостижной кончиной Фримана. Его преемник, Джо Мерсер, не располагал опытом тренерской работы и оказался не в состоянии поддерживать высокий уровень командной игры. В 1956 году, завершив сезон серией из четырёх поражений, «Шеффилд Юнайтед» вновь покинул элиту английского футбола. Предприняв несколько безуспешных попыток вернуть команду в Первый дивизион, Мерсер оставил пост главного тренера в декабре 1958 года, на смену ему пришёл Джон Харрис.
В 1959 году Харрис вывел «Шеффилд Юнайтед» на третье место, а долгожданное возвращение в Первый дивизион состоялось в 1961 году. В сезоне 1961/62 обновился состав команды: на поле вышли подготовленные в клубе молодые игроки — Энтони Уогстафф, Мик Джонс, Лен Баджер. Лучшим бомбардиром «Шеффилд Юнайтед» в те годы был Дерек Пейс. В сезоне 1967/68 команда заняла 21-е место и снова выбыла во Второй дивизион. За вылетом последовала очередная замена главного тренера: преемником Джона Харриса стал Артур Роули. Роули кардинально изменил состав команды и приобрёл несколько талантливых игроков, но результатом его деятельности стало лишь девятое место во Втором дивизионе. Летом 1969 года Роули был уволен, должность главного тренера вновь занял Харрис. Возвращение в Первый дивизион состоялось в 1971 году, а следующий сезон, начавшись с серии из десяти побед и ничьих, завершился десятым местом.
В 1973 году главным тренером «Шеффилд Юнайтед» стал Кен Ферфи. В 1975 году была завершена реконструкция стадиона «Брэмолл Лейн», но болельщиков в этом сезоне ждало большое разочарование — вылет «Шеффилд Юнайтед» во Второй дивизион. Главным тренером стал Джордж Сес Колдуэлл. Летом 1976 года «Шеффилд Юнайтед» продал одного из лучших игроков в истории клуба — Тони Карри, и следующий сезон закончился 11-м местом во Втором дивизионе. В январе 1977 года должность главного тренера занял Гарри Хэзлам. После победы сборной Аргентины на чемпионате мира Гарри Хэзлам прибыл в Южную Америку, рассчитывая приобрести юного игрока по имени Диего Марадона, но получил отказ. В этом сезоне команду покинул Алан Вудворд. Итогом стал вылет «Шеффилд Юнайтед» в Третий дивизион, а в 1981 году очередная замена главного тренера не смогла удержать команду от вылета в Четвёртый дивизион.
Первое в истории клуба пребывание в Четвёртом дивизионе оказалось недолгим: уже в следующем сезоне «Шеффилд Юнайтед» завоевал чемпионский титул и вернулся в Третий дивизион. Ян Потерфилд, занимавший в это время должность главного тренера, заявил о начале нового этапа в истории команды. Возвращение во Второй дивизион состоялось в 1984 году. В следующем году главным тренером «Шеффилд Юнайтед» стал Билли Макьюэн. Под его руководством команда заняла седьмое место в турнирной таблице Второго дивизиона. Однако вскоре последовал очередной период спада, Макьюэн покинул клуб, а пришедшему на его место Дейву Бассетту не удалось удержать команду во Втором дивизионе, однако возвращение состоялось уже в следующем сезоне. Бассетт занялся усилением команды, приобретя таких игроков, как Саймон Трейси, Боб Букер и Тони Агана.
В 1990 году «Шеффилд Юнайтед» вернулся в Первый дивизион Футбольной лиги. Завершив несколько сезонов в нижней части турнирной таблицы Первого дивизиона, клуб вошёл в число основателей Премьер-лиги в сезоне 1992/93. Этот сезон был также отмечен выходом в полуфинал Кубка Англии. Полуфинальная встреча с «Шеффилд Уэнсдей», собравшая свыше 76 000 зрителей на стадионе «Уэмбли», закончилась поражением. В следующем сезоне «Шеффилд Юнайтед» вошёл в число аутсайдеров и выбыл в Первый дивизион. В 1995 году должность главного тренера занял Говард Кендалл. Стремясь остановить сползание «Шеффилд Юнайтед» к последним строчкам турнирной таблицы, Кендалл израсходовал 1,2 миллиона фунтов стерлингов на покупку Дона Хатчинсона.
В 1997 году главным тренером стал Найджел Спэкмен, вскоре его сменил Стив Томпсон. Выход в полуфинал Кубка Англии в 1998 году завершился поражением от «Ньюкасл Юнайтед» на стадионе «Олд Траффорд». В том же году пост главного тренера клуба занял Стив Брюс. В следующем сезоне его сменил сначала Эдриан Хит, а затем — Нил Уорнок. Под руководством Уорнока «Шеффилд Юнайтед» занял 16-е место, избежав вылета во Второй дивизион. В 2000/01 Уорнок вывел клуб на десятое место.

### XXI век
Сезон 2002/03 стал одним из лучших в новейшей истории клуба: «Шеффилд Юнайтед» порадовал своих болельщиков победами над «Ливерпулем», «Сандерлендом» и «Лидс Юнайтед», а также выходом в полуфинал Кубка Англии. На протяжении всего следующего сезона «Шеффилд Юнайтед» входил в число претендентов на выход в плей-офф, но его неудачное завершение перечеркнуло надежды игроков и болельщиков. Ситуация повторилась в следующем сезоне, когда Уорнок приобрёл множество новых игроков, в том числе Бромби, Куинна и Гиэри из «Шеффилд Уэнсдей».
Его усилия увенчались успехом в сезоне 2005/06, когда «Шеффилд Юнайтед» получил место в Премьер-лиге. Однако эйфория быстро сменилась разочарованием: клуб быстро вошёл в число наиболее вероятных аутсайдеров, а травма Роба Халса, лучшего бомбардира «Шеффилд Юнайтед» в сезоне 2006/07 предопределила вылет из Премьер-лиги. Преемником Уорнока на посту главного тренера стал Брайан Робсон. Перед началом сезона Робсон усилил команду, потратив рекордную для клуба сумму в 4 миллиона фунтов стерлингов на приобретение нападающего Джеймса Битти. Неудачное начало сезона привело к увольнению Робсона. Должность главного тренера занял Кевин Блэквелл. Блэквеллу удалось добиться некоторого улучшения результатов: в сезоне 2007/08 «Шеффилд Юнайтед» финишировал на девятом месте. В сезоне 2008/09 «Шеффилд Юнайтед» удерживал место в верхней части турнирной таблицы Чемпионшипа (бывшего Первого дивизиона), заняв в итоге третье место, что дало право оспаривать путёвку в Премьер-лигу в матчах плей-офф. Однако, пройдя в полуфинале «Престон Норд Энд», «Юнайтед» уступил в финале «Бернли» со счётом 0:1. В сезоне 2009/10 «Шеффилд Юнайтед» также удерживал место в верхней части таблицы Чемпионшипа, заняв в итоге 8-е место.
Затем клуб вступил в период упадка. В сезоне 2010/11 была катастрофа — с клубом работали три разных тренера в течение сезона, и это закончилось вылетом в Лигу 1 (третий по значимости дивизион Англии) под руководством Мики Адамса. «Шеффилд Юнайтед» впервые с 1989 года выбыл в третий по значимости дивизион всего пять лет спустя после выхода в Премьер-лигу. В сезоне 2011/12 клуб занял третье место в Лиге 1, получив место в плей-офф. Начав с победы в полуфинале над «Стивениджем», «Юнайтед» упустил возможность выхода в Чемпионшип после поражения в серии пенальти в финале с «Хаддерсфилд Таун». «Клинки» вновь вышли в плей-офф Лиги 1 в сезоне 2012/13, финишировав на пятом месте, но были выбиты на пути к повышению клубом «Йовил Таун», забившим гол на 85-й минуте второго матча полуфинала.
3 сентября 2013 года саудовский принц Абдалла ибн Мусаид Аль Сауд купил 50 % акций в объединённой компании основателей Blades Leisure Ltd за 1 фунт стерлингов и обещание инвестировать в команду 10 млн фунтов стерлингов (впоследствии он также делал дополнительные инвестиции). Оставшиеся 50 % продолжали принадлежать девелоперу Кевину Маккейбу, который являлся многолетним сторонником клуба и его директором с 1995 года, потратившим миллионы фунтов стерлингов на покрытие долгов Юнайтед. В 2013 году МакКейб для облегчения инвестирования в клуб со стороны других лиц передал клубу в аренду со скидкой построенную им для клуба здания стадиона, академии, отеля и других объектов.
В сезоне 2015/16 клуб занял 11-е место. В мае 2016 года владельцы назначили менеджером Криса Уайлдера, при котором команда начала вылезать из середины таблицы Чемпионшипа. Впоследствии Маккейб разочаровался в новом совладельце, который оказался не таким богатым, как казалось на первый взгляд.
Обе стороны решили прекратить совместную работу, в декабре 2017 года МакКейб предложил принцу либо продать ему имевшиеся у него 50 % акций за 5 млн фунтов, либо выкупить оставшийся пакет у самого девелопера. При этом принц при получении обретении контроля над 75 % акций команды, должен был выкупить построенные МакКейбом объекты недвижимости для Шеффилд Юнайтед стоимостью 40-50 млн фунтов стерлингов. 27 декабря МакКейб уведомил партнёра о необходимости определиться до 14 февраля 2018 года, но не получил никакого ответа. В то же время принц решили использовать схему через создание новой компании, благодаря чему выкупил-бы долю МакКейба и при этом не становился владельцем 75 % акций и не покупал недвижимость. В итоге обе стороны обратились в суд, который признал факт нарушения соглашения принцем и указал МакКейбу продать свой пакет за 5 млн, недвижимость же должна быть выкуплена.
В сезоне 2018/19 клуб впервые за 13 лет получил путёвку в Премьер-лигу, заняв 2-е место по итогам Чемпионшипа. В декабре 2019 года суд отказал МакКейбу в обжаловании прежнего судебного решения. На тот момент сама команда оценивалась в 104 млн фунтов стерлингов за счёт повышенных доходов от телевизионных прав и т. п.., благодаря чему мог спокойно выкупить недвижимость МакКейба

## Достижения
- Чемпион Англии: 1897/98
  - Вице-чемпион Англии: 1896/97, 1899/1900
- Обладатель Кубка Англии (4): 1899, 1902, 1915, 1925
  - Финалист Кубка Англии: 1901, 1936
- Победитель Второго дивизиона: 1952/53
- Серебряный призёр Чемпионшипа (выход в Премьер-лигу) (3): 2005/06, 2018/19, 2022/23
- Победитель Лиги 1: 2016/2017

## Текущий состав
| 1  | Англия     | Вр  | Майкл Купер                               | 1999 |  |  |  |  |  |
| 17 | Уэльс      | Вр  | Адам Дэвис                                | 1992 |  |  |  |  |  |
| 31 | Англия     | Вр  | Люк Фэксон                                | 2005 |  |  |  |  |  |
|    |            |     |                                           |      |  |  |  |  |  |
| 2  | Англия     | Защ | Алфи Гилкирст (в аренде из «Челси»)       | 2003 |  |  |  |  |  |
| 3  | Англия     | Защ | Сэм Маккаллум                             | 2000 |  |  |  |  |  |
| 5  | Англия     | Защ | Роб Холдинг (в аренде из «Кристал Пэлас») | 1995 |  |  |  |  |  |
| 14 | Англия     | Защ | Харрисон Берроуз                          | 2002 |  |  |  |  |  |
| 15 | Швеция     | Защ | Анел Ахмедходжич                          | 1999 |  |  |  |  |  |
| 16 | Англия     | Защ | Джейми Шеклтон                            | 1999 |  |  |  |  |  |
| 18 | Англия     | Защ | Гарри Кларк (в аренде из «Ипсвич Таун»)   | 2001 |  |  |  |  |  |
| 19 | Англия     | Защ | Джек Робинсон (капитан)                   | 1993 |  |  |  |  |  |
| 33 | Уэльс      | Защ | Рис Норрингтон-Дэвис                      | 1999 |  |  |  |  |  |
| 38 | Англия     | Защ | Феми Серики                               | 2002 |  |  |  |  |  |
|    |            |     |                                           |      |  |  |  |  |  |
| 4  | Англия     | ПЗ  | Олли Арбластер                            | 2004 |  |  |  |  |  |
| 8  | Нидерланды | ПЗ  | Густаво Хамер                             | 1997 |  |  |  |  |  |

| 10 | Ирландия  | ПЗ  | Каллум О’Хэр                                    | 1998 |  |  |  |  |  |
| 11 | Англия    | ПЗ  | Джезаран Рак-Саки (в аренде из «Кристал Пэлас») | 2002 |  |  |  |  |  |
| 21 | Бразилия  | ПЗ  | Винисиус Соуза                                  | 1999 |  |  |  |  |  |
| 22 | Англия    | ПЗ  | Том Дэвис                                       | 1998 |  |  |  |  |  |
| 24 | Бангладеш | ПЗ  | Хамза Чаудри (в аренде из «Лестер Сити»)        | 1997 |  |  |  |  |  |
| 35 | Англия    | ПЗ  | Андре Брукс                                     | 2003 |  |  |  |  |  |
| 42 | Уэльс     | ПЗ  | Сайди Пек                                       | 2004 |  |  |  |  |  |
|    |           |     |                                                 |      |  |  |  |  |  |
| 7  | Англия    | Нап | Риан Брустер                                    | 2000 |  |  |  |  |  |
| 9  | Уэльс     | Нап | Киффер Мур                                      | 1992 |  |  |  |  |  |
| 20 | Англия    | Нап | Бен Бреретон (в аренде из «Саутгемптона»)       | 1999 |  |  |  |  |  |
| 23 | Англия    | Нап | Тайриз Кэмпбелл                                 | 1999 |  |  |  |  |  |
| 28 | Ирландия  | Нап | Том Кэннон                                      | 2002 |  |  |  |  |  |
| 29 | Перу      | Нап | Джефферсон Касерес                              | 2002 |  |  |  |  |  |
| 39 | Шотландия | Нап | Райан Оне                                       | 2006 |  |  |  |  |  |

## Статистика выступлений

### Выступления с 2005 года
| Год     | Турнир       | Место |
| ------- | ------------ | ----- |
| 2005/06 | Чемпионшип   | 2-е   |
| 2006/07 | Премьер-лига | 18-е  |
| 2007/08 | Чемпионшип   | 9-е   |
| 2008/09 | Чемпионшип   | 3-е   |
| 2009/10 | Чемпионшип   | 8-е   |
| 2010/11 | Чемпионшип   | 23-е  |
| 2011/12 | Лига 1       | 3-е   |
| 2012/13 | Лига 1       | 5-е   |
| 2013/14 | Лига 1       | 7-е   |
| 2014/15 | Лига 1       | 5-е   |
| 2015/16 | Лига 1       | 11-е  |
| 2016/17 | Лига 1       | 1-е   |
| 2017/18 | Чемпионшип   | 10-е  |
| 2018/19 | Чемпионшип   | 2-е   |
| 2019/20 | Премьер-лига | 9-е   |
| 2020/21 | Премьер-лига | 20-е  |
| 2021/22 | Чемпионшип   | 5-е   |
| 2022/23 | Чемпионшип   | 2-е   |